# Anna Šabatová
Anna Šabatová (* 23. Juni 1951 in Brno) ist eine tschechische Bürgerrechtlerin und ehemalige tschechoslowakische Dissidentin. Sie beteiligte sich maßgeblich an der Arbeit der Charta 77 und deren Projekten, teilweise als Sprecherin. In den Jahren 2001 bis 2007 war sie Stellvertreterin des tschechischen Ombudsmannes und vom Februar 2014 bis Februar 2020 war sie Ombudsfrau, tschechisch „öffentliche Verteidigerin der Menschenrechte“ (veřejná ochránkyně práv). Seit 2008 ist Šabatová Vorsitzende des Tschechischen Helsinki-Komitees.

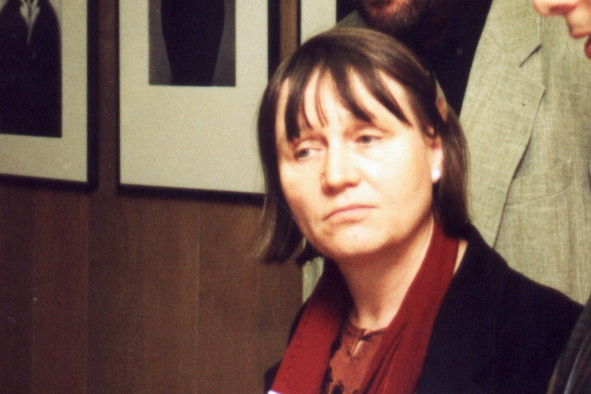
Anna Šabatová (2001)

## Leben

### Dissidentin
Anna Šabatová studierte ab 1969 Philosophie und Geschichte an der Jan-Evangelista-Purkyně-Universität in Brno. Am 15. November 1971 wurde sie im fünften Semester verhaftet und wegen umstürzlerischer Tätigkeit und Untergrabung der Republik zu drei Jahren Freiheitsentzug verurteilt. Zuvor hatte Šabatová anlässlich der Wahlen Flugblattaktionen vorbereitet und unter anderem zusammen mit ihrem Vater, dem Dissidenten Jaroslav Šabata, und ihren beiden Brüdern, Samizdatliteratur verbreitet. Im Dezember 1973 wurde sie auf Bewährung freigelassen.
Ihr Studium durfte sie nach der Freilassung nicht fortsetzen. Sie war danach kaufmännisch tätig, erhielt unqualifizierte Anstellungen beziehungsweise befand sich im Mutterschaftsurlaub.
Dabei setzte sie ihre oppositionelle Tätigkeit fort. Im Dezember 1976 unterschrieb sie die Erklärung der neu entstehenden Charta 77. In den Jahren 1978 bis 1989 war sie Mitbegründerin und langjährige Aktivistin sowie Sprecherin des Komitees zur Verteidigung von zu Unrecht Verfolgten, ebenfalls 1978 bis 1989 beteiligte sie sich an der Herausgabe des Charta-77-Bulletins Informace o Chartě 77, während der Haftzeit ihres Ehemannes Petr Uhl zeichnete sie zwischen 1979 und 1984 verantwortlich für die Herausgabe. 1987 war sie Mitbegründerin und Sprecherin der Polnisch-Tschechoslowakischen Solidarität, welche die Zusammenarbeit der polnischen und tschechoslowakischen Dissidenten koordinieren sollte, von 1988 bis 1989 arbeitete sie in der Osteuropäischen Informationsagentur.

### Nach 1989
Nach der samtenen Revolution und dem Systemwechsel in der Tschechoslowakei 1989 arbeitete Šabatová zuerst als Beamtin am Arbeits- und Sozialministerium als Beraterin für den Kontakt zu Nichtregierungsorganisationen. Ihr Fernstudium der tschechischen Sprache und Literatur an der Karls-Universität Prag beendete sie 1996 mit dem Magistertitel und arbeitete als Redakteurin. In den Jahren 1994 bis 2000 war sie tätig in Hnutí občanské solidarity a tolerance (Bewegung für bürgerliche Solidarität und Toleranz). 1998 war sie stellvertretende Vorsitzende des Städtischen Amtes für soziale und Präventionsdienste am Prager Magistrat. Im gleichen Jahr zum 50. Jahrestag der allgemeinen Erklärung der Menschenrechte erhielt sie – als erste Osteuropäerin – den Menschenrechtspreis der Vereinten Nationen.
Am 25. Januar 2001 wurde Šabatová auf Vorschlag von Präsident Václav Havel vom Abgeordnetenhaus der Tschechischen Republik zur stellvertretenden Ombudsfrau gewählt. Während ihrer Tätigkeit entwickelte sich das Amt des Ombudsmannes in Tschechien zu einer allgemein respektierten Institution, die das Vertrauen von über 70 Prozent der Bevölkerung genoss. In diesem Amt war Šabatová bis 2007 tätig.
Im Oktober 2002 erhielt Šabatová vom Präsidenten Václav Havel die Verdienstmedaille des 1. Grades. Nach 2007 lehrte sie soziale Politik und Arbeit an der Karlsuniversität. Am 31. Januar 2008 wurde sie zur Vorsitzenden des Český helsinský výbor gewählt, sie ist Mitglied des Europäischen Komitees gegen Folter des Europarates. Bei den Wahlen zum Senat im März 2008 kandidierte Šabatová erfolglos für die Grünen.
Seit dem 18. Februar 2014 ist Šabatová tschechische Ombudsfrau. Diese Funktion übte sie aus bis Februar 2020, als sie durch Stanislav Křeček abgelöst wurde.